# Centre de documentation du territoire Riccardo-Francovich
Le Centre de documentation du territoire Riccardo-Francovich, (en italien : Centro di documentazione del territorio Riccardo Francovich) est un musée situé à Scarlino (province de Grosseto), en Toscane.

## Histoire
Le centre de documentation a été inauguré en 1994 pour documenter l'expérience des campagnes de fouilles menées à la Rocca Pisana de 1979 à 1983, sous la direction du professeur Riccardo Francovich, qui ont permis de mettre au jour de nombreuses structures murales se référant à une période historique très vaste qui va de l'âge du bronze au XVIIe siècle : des vestiges du XIIe – Xe siècles av. J.-C. ont été retrouvés, une maçonnerie hellénistique du IVe – IIe siècles av. J.-C., un habitat médiéval ancien (VIIe – Xe siècle), constitué de huttes et une petite église - l'ancienne église paroissiale de Santa Maria (Pieve di Santa Maria (Scarlino) (it) – et modifications ultérieures (XVe siècle). En 2007, avec la mort soudaine de Riccardo Francovich, le musée porte son nom.

## Galerie

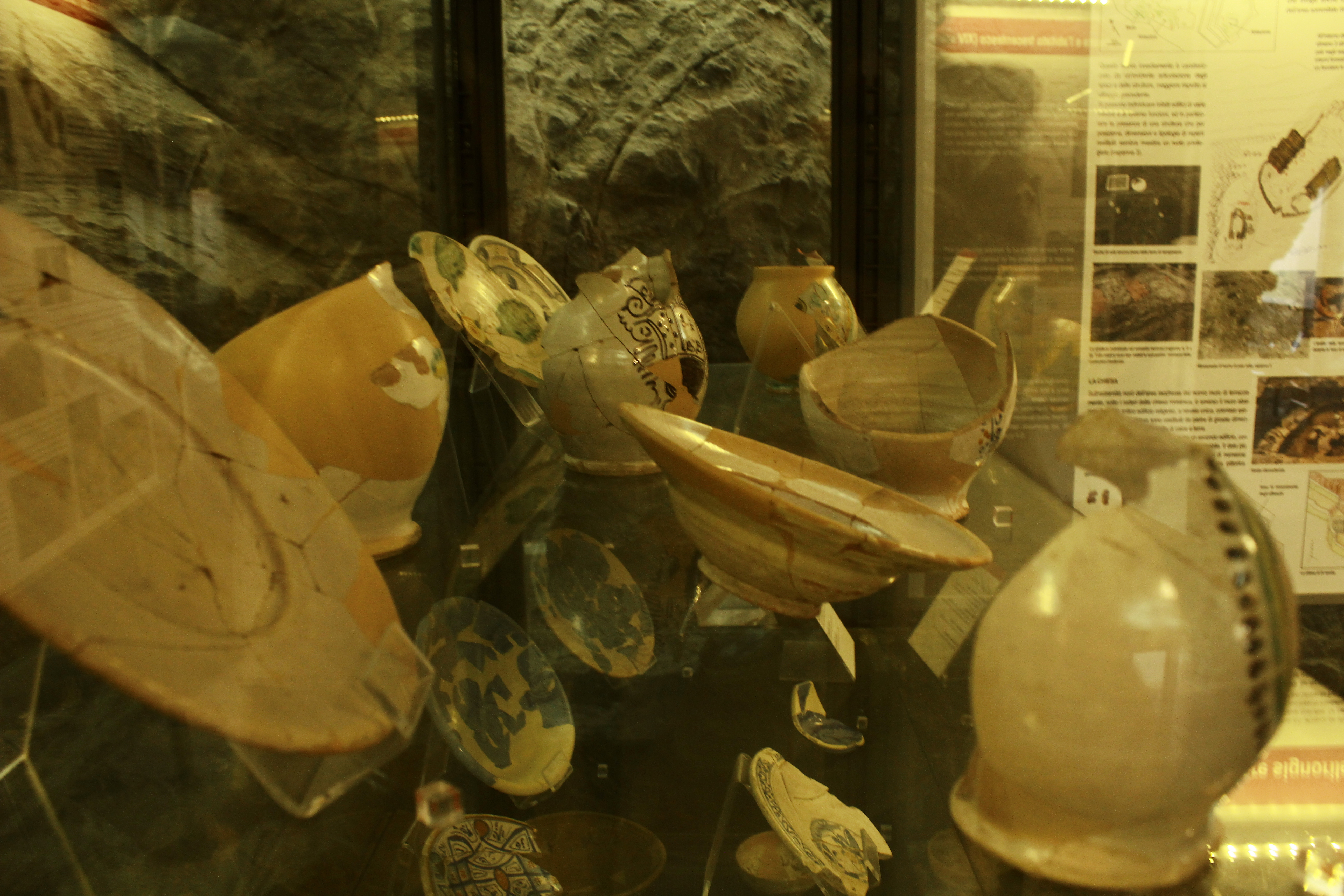
Collection de céramique
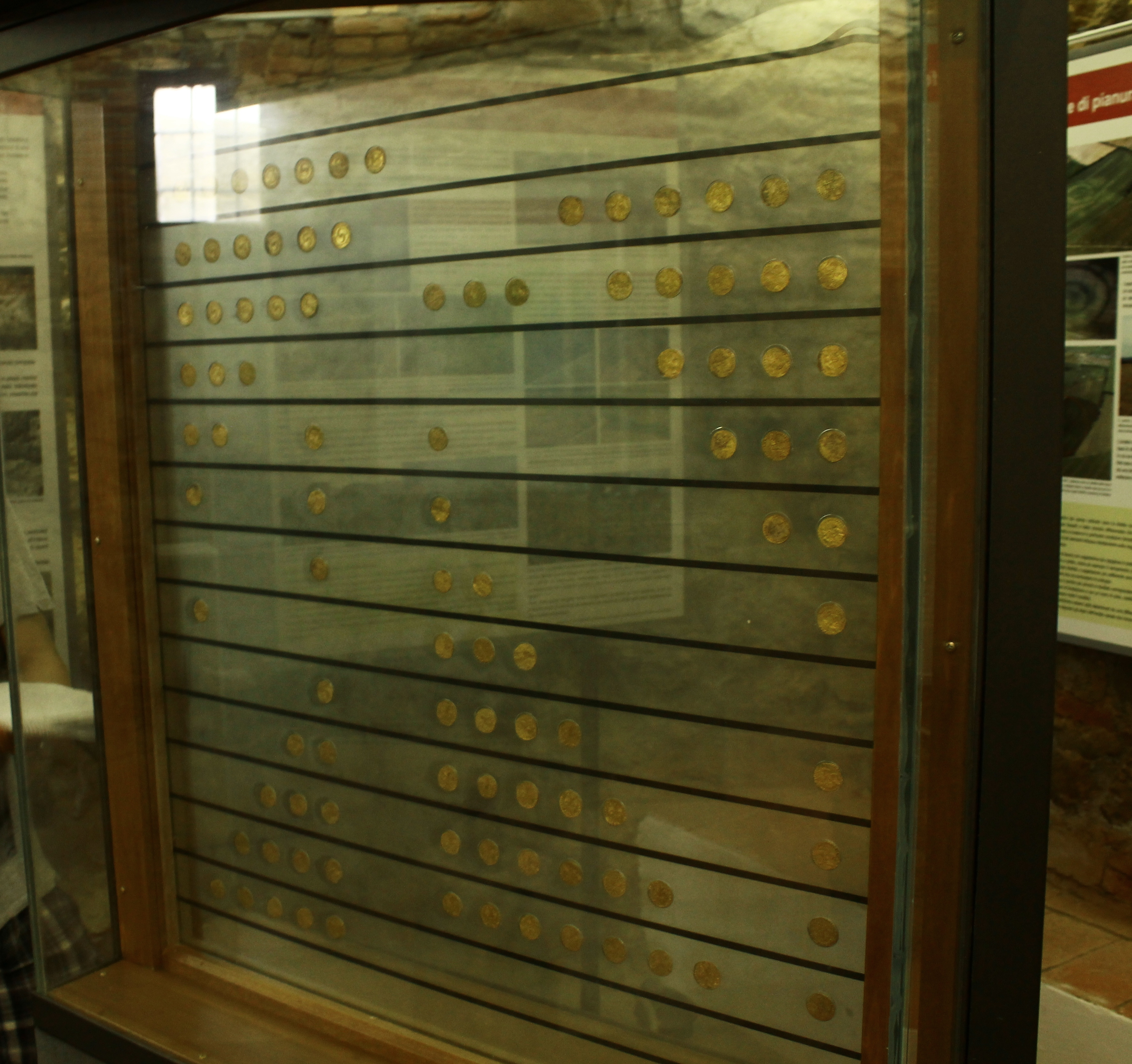
Le trésor de Scarlino

### Sources de traduction
- (it) Cet article est partiellement ou en totalité issu de l’article de Wikipédia en italien intitulé « Centro di documentazione del territorio Riccardo Francovich » (voir la liste des auteurs).